# ISPS Handa Premiership 2018-19
La ISPS Handa Premiership 2018-19 fue la decimoquinta edición del máximo torneo futbolístico de Nueva Zelanda. Fue la tercera vez consecutiva en contar con 10 equipos. El Eastern Suburbs se consagró campeón por primera vez en su historia.
La temporada comenzó el 13 de octubre de 2018 y culminó con la final el 31 de marzo de 2019.

## Equipos participantes
| Equipo                  | Ciudad       | Estadio               | Capacidad | Entrenador       | Ingreso |
| ----------------------- | ------------ | --------------------- | --------- | ---------------- | ------- |
| Auckland City FC        | Auckland     | Kiwitea Street        | 6000      | Ramon Tribulietx | 2004    |
| Canterbury United       | Christchurch | English Park          | 8000      | Willy Gerdsen    | 2004    |
| Eastern Suburbs         | Auckland     | Riverhills Park       | 1000      | Danny Hay        | 2016    |
| Hamilton Wanderers      | Hamilton     | Porritt Park          | 2700      | Ricki Herbert    | 2016    |
| Hawke's Bay United      | Napier       | Bluewater Stadium     | 4000      | Brett Angell     | 2004    |
| Southern United FC      | Dunedin      | Forsyth Barr Stadium  | 30500     | Paul O'Reilly    | 2004    |
| Tasman United           | Nelson       | Trafalgar Park        | 18000     | Davor Tavich     | 2016    |
| Team Wellington         | Wellington   | David Farrington Park | 2000      | José Figueira    | 2004    |
| Waitakere United        | Waitakere    | McLennan Park 1       | 1000      | Chris Milicich   | 2004    |
| Wellington Phoenix Res. | Wellington   | Trusts Porirua Park   | 2500      | Chris Greenacre  | 2014    |

## Clasificación
Actualizado el 22 de marzo de 2019. 
| Pos. | Equipo                  | Pts. | PJ | PG | PE | PP | GF | GC | Dif. |
| ---- | ----------------------- | ---- | -- | -- | -- | -- | -- | -- | ---- |
| 1.º  | Auckland City FC (Q)    | 52   | 18 | 17 | 1  | 0  | 46 | 18 | 28   |
| 2.º  | Eastern Suburbs         | 40   | 18 | 13 | 1  | 4  | 53 | 16 | 37   |
| 3.º  | Team Wellington         | 34   | 18 | 10 | 4  | 4  | 43 | 25 | 18   |
| 4.º  | Canterbury United       | 34   | 18 | 10 | 4  | 4  | 34 | 29 | 5    |
| 5.º  | Southern United FC      | 23   | 18 | 6  | 5  | 7  | 24 | 30 | −6   |
| 6.º  | Hamilton Wanderers      | 17   | 18 | 5  | 2  | 11 | 34 | 44 | −10  |
| 7.º  | Hawke's Bay United      | 17   | 18 | 4  | 5  | 9  | 38 | 55 | −17  |
| 8.º  | Tasman United           | 14   | 18 | 3  | 5  | 10 | 22 | 36 | −14  |
| 9.º  | Waitakere United        | 13   | 18 | 4  | 1  | 13 | 29 | 46 | −17  |
| 10.º | Wellington Phoenix Res. | 11   | 18 | 3  | 2  | 13 | 22 | 46 | −24  |

|  | Play-offs y Liga de Campeones de la OFC 2020 (Q) |
|  | Play-offs (Q)                                    |

## Resultados
|                         | ACT | CUD | ESR | HWN | HBU | SUN | TUN | TWN | WUN | WPR |
| ----------------------- | --- | --- | --- | --- | --- | --- | --- | --- | --- | --- |
| Auckland City           | -   | 4-1 | 3-2 | 3-2 | 2-1 | 2-1 | 3-1 | 4-3 | 5-2 | 2-1 |
| Canterbury United       | 0-1 | -   | 1-3 | 3-3 | 5-2 | 1-0 | 1-0 | 2-1 | 2-1 | 2-1 |
| Eastern Suburbs         | 0-1 | 5-1 | -   | 5-1 | 5-0 | 3-0 | 0-0 | 1-2 | 5-1 | 2-0 |
| Hamilton Wanderers      | 0-1 | 2-4 | 0-2 | -   | 4-4 | 0-1 | 2-3 | 2-4 | 3-1 | 3-1 |
| Hawke's Bay             | 1-4 | 2-2 | 1-4 | 0-2 | -   | 3-2 | 2-2 | 3-6 | 4-0 | 4-1 |
| Southern United         | 1-1 | 0-1 | 1-6 | 3-1 | 2-2 | -   | 3-1 | 0-0 | 2-1 | 2-2 |
| Tasman United           | 1-3 | 0-0 | 1-3 | 1-2 | 2-4 | 1-2 | -   | 2-2 | 3-1 | 3-2 |
| Team Wellington         | 1-2 | 1-1 | 3-1 | 2-1 | 2-2 | 3-1 | 2-0 | -   | 1-2 | 3-0 |
| Waitakere United        | 0-2 | 1-4 | 0-2 | 3-4 | 7-2 | 1-1 | 3-0 | 0-3 | -   | 0-2 |
| Wellington Phoenix Res. | 0-3 | 2-3 | 0-4 | 3-2 | 3-1 | 1-2 | 1-1 | 1-4 | 1-5 | -   |

## Playoffs

### Semifinales
| 22 de marzo de 2019, 22:35 | Eastern Suburbs | 1:0 (0:0) | Canterbury United | Bill McKinlay Park, Auckland    |                                 |
|                            | De Jong 54'     |           |                   | Árbitro(s): Campbell-Kirk Waugh | Árbitro(s): Campbell-Kirk Waugh |

| 23 de marzo de 2019, 22:35 | Auckland City | 1:3 (0:1) | Team Wellington                             | Kiwitea Street, Auckland |                          |
|                            | Berlanga 69'  |           | Kilkolly 36' · Sinclair 55' · Stevens 90+3' | Árbitro(s): Antony Riley | Árbitro(s): Antony Riley |

### Final
| 30 de marzo de 2019, 23:35 | Eastern Suburbs       | 3:0 (2:0) | Team Wellington | Bill McKinlay Park, Auckland |                          |
|                            | McCowatt 7', 36', 58' |           |                 | Árbitro(s): Nick Waldron     | Árbitro(s): Nick Waldron |

| Bandera de Nueva Zelanda            |
| Campeón Eastern Suburbs 1.er título |

## Goleadores
| Pos. | Jugador          | Equipo             | Goles |
| ---- | ---------------- | ------------------ | ----- |
| 1    | Callum McCowatt  | Eastern Suburbs    | 18    |
| 2    | Sam Mason-Smith  | Hawke's Bay        | 16    |
| 3    | Andre de Jong    | Eastern Suburbs    | 16    |
| 4    | Garbhan Coughlan | Southern United    | 13    |
| 5    | Martín Bueno     | Hamilton Wanderers | 12    |